# Tesoro de la lengua castellana o española
 (janvier 2022).
La mise en forme du texte ne suit pas les recommandations de Wikipédia : il faut le « wikifier ».
Les points d'amélioration suivants sont les cas les plus fréquents. Le détail des points à revoir est peut-être précisé sur la page de discussion.
- Les titres sont pré-formatés par le logiciel. Ils ne sont ni en capitales, ni en gras.
- Le texte ne doit pas être écrit en capitales (les noms de famille non plus), ni en gras, ni en italique, ni en « petit »…
- Le gras n'est utilisé que pour surligner le titre de l'article dans l'introduction, une seule fois.
- L'italique est rarement utilisé : mots en langue étrangère, titres d'œuvres, noms de bateaux, etc.
- Les citations ne sont pas en italique mais en corps de texte normal. Elles sont entourées par des guillemets français : « et ».
- Les listes à puces sont à éviter, des paragraphes rédigés étant largement préférés. Les tableaux sont à réserver à la présentation de données structurées (résultats, etc.).
- Les appels de note de bas de page (petits chiffres en exposant, introduits par l'outil «  Source ») sont à placer entre la fin de phrase et le point final[comme ça].
- Les liens internes (vers d'autres articles de Wikipédia) sont à choisir avec parcimonie. Créez des liens vers des articles approfondissant le sujet. Les termes génériques sans rapport avec le sujet sont à éviter, ainsi que les répétitions de liens vers un même terme.
- Les liens externes sont à placer uniquement dans une section « Liens externes », à la fin de l'article. Ces liens sont à choisir avec parcimonie suivant les règles définies. Si un lien sert de source à l'article, son insertion dans le texte est à faire par les notes de bas de page.
- La présentation des références doit suivre les conventions bibliographiques. Il est recommandé d'utiliser les modèles {{Ouvrage}}, {{Chapitre}}, {{Article}}, {{Lien web}} et/ou {{Bibliographie}}. Le mode d'édition visuel peut mettre en forme automatiquement les références.
- Insérer une infobox (cadre d'informations à droite) n'est pas obligatoire pour parachever la mise en page.

Pour une aide détaillée, merci de consulter Aide:Wikification.
Si vous pensez que ces points ont été résolus, vous pouvez retirer ce bandeau et améliorer la mise en forme d'un autre article.
Le Tesoro de la lengua castellana o española (Trésor de la langue castillane ou espagnole) est un dictionnaire étymologique de la langue espagnole, écrit par Sebastián de Covarrubias et publié en 1611.
Il fut le premier dictionnaire monolingue de la langue castillane dont les définitions du lexique furent écrites en langue espagnole. Le dictionnaire étymologique a été parmi les premiers du genre publiés en Europe en langue vernaculaire.

## Publication originale
Sebastián de Covarrubias commença l'écriture de ce qui allait devenir le Tesoro de la lengua castellana o española au printemps 1605. Il en acheva la rédaction en trois ans, depuis Valence et Cuenca. Covarrubias avait soixante-six ans lorsqu'il se lança dans ce projet. Craignant de mourir avant de l'avoir terminé, il prit le parti de réduire le nombre de mots après la lettre ‹ C ›.
L'intention déclarée de Covarrubias était de développer un dictionnaire étymologique pour retracer les origines du castillan, calqué sur les Étymologies d'Isidore de Séville, qui en avait fait de même pour le latin. Covarrubias adopta l'idée d'Isidore selon laquelle la forme originale d'un mot est liée à sa signification originale, de sorte que l'étude de l'étymologie révèle l'origine et le sens profond des choses. La qualité des étymologies de Covarrubias était sujette à des spéculations fantaisistes, dans la lignée d'autres travaux étymologiques de l'époque. Il recherchait en particulier à relier les mots espagnols à l'hébreu, qui était considéré comme la langue originelle de l'humanité avant l'épisode de la tour de Babel. Covarrubias, instruit des ouvrages de lexicographie de son époque en d'autres langues, et notamment le dictionnaire de Jean Pallet Três ample de la langue espagnole et françoise (Paris, 1604) et le Tresor de Jean Nicot de la langue français [ Trésor de la langue française ] (Paris, 1606), eut pour objectif de leur « notifier de la propriété et de l'élégance de la langue espagnole qui est un grand honneur de la nation espagnole » (« dar noticia a los extranjeros del lenguaje español, y de su propiedad y elegancia, que es muy gran honor de la nación española »).

## Organisation
Le lexique comprend environ 11 000 articles. En incluant les mots sans article propre et définis dans des sections traitant d'autres mots, le nombre d'étymologies s'élève à environ 17 000 selon Martí de Riquer.
Le lexique présente des lacunes et des incohérences de l'ordre alphabétique. L'orthographe reflète l'instabilité de l'espagnol écrit avant la création de l'Académie espagnole, de sorte qu'un mot peut être orthographié de plusieurs manières différentes dans les différentes sections du livre. Covarrubias était un partisan de l'orthographe phonétique, mais sa propre orthographe n'était pas toujours conforme à ce principe.
Le livre adopte une vision large du lexique, incluant les régionalismes (en particulier de la Vieille Castille, de Tolède et d'Andalousie ), l'argot, le jargon et les archaïsmes. La longueur des articles est inégale, s'étalant de quelques lignes à huit pages. La plupart des articles comptent entre dix et vingt lignes.
Certains articles sont organisés par lexème, comprenant plusieurs mots de même racine, ce qui peut rendre les recherches difficiles. Les mots polysémiques - mots ayant plusieurs acceptions reliées entre elles  - sont tantôt donnés dans des articles séparées, tantôt traités dans un seul article. De la même manière, les variantes d'orthographe ou de prononciation sont soit contenues dans un seul article soit traitées séparément.
La structure de chaque article présente également des incohérences, mélangeant des éléments linguistiques et encyclopédiques. Les informations linguistiques présentent des définitions, des exemples tirés de la littérature, des équivalents latins et une étymologie. Les informations encyclopédiques développent des explications sur l'objet auquel le mot se réfère, des questions relatives au symbolisme, des textes qui illustrent le sujet, des jugements moraux et des anecdotes. Les articles ne contiennent pas tous chaque type d'information; le contenu typique d'un article est la définition et l'étymologie.

## Supplément
De 1611 à 1612, Covarrubias commença la rédaction d'un supplément au Trésor. Ce supplément comprenait de nouveaux éléments ainsi que des ajouts aux articles de la publication originale. Il était composé d'un total de 2 179 articles, la plupart correspondant à des noms propres. Seuls 429 articles du supplément traitaient de mots courants et 219 étaient de nouvelles entrées. Une attention particulière fut portée aux archaïsmes et au langage technique.
En 2001, une transcription partielle du supplément de Covarrubias est publiée à partir d'un manuscrit trouvé à la Biblioteca Nacional de Madrid.

## Accueil
L'édition originale du Trésor ne fut publiée qu'à 1 000 exemplaires et le volume ne fut réimprimé qu'en 1674, année d'une nouvelle édition par Benito Remigio Noydens, prêtre et auteur espagnol. Ce volume de Noydens fut complété de 326 nouveaux articles, composés principalement de données encyclopédiques tirées du Glosario de voces oscuras [Glossaire des voix obscures] d' Alejo Venegas.
Covarrubias obtint enfin la renommée après la fondation de l'Académie royale espagnole (Real Academia Española) en 1713. L'Académie s'appuya sur le Trésor comme source majeure pour son propre Diccionario de autoridades (1726-1739), dictionnaire officiel et connu aujourd'hui sous le nom de Diccionario de la lengua española. Dans la préface du Diccionario de autoridades, l'académie reconnaît dans le travail de Covarrubias un précurseur des canons universitaires.
D'autres dictionnaires s'appuyèrent également sur le contenu du Trésor, en particulier les dictionnaires multilingues et autres dictionnaires espagnols du XVIIe siècle. Il s'agit notamment du Thresor de deux langues françoise et spagnole [Trésor de deux langues, français et espagnol] de César Oudin (1616), du Ductor in linguas [Guide en langues] de John Minsheu (1617) et du Vocabolario italiano e spagnolo [ Vocabulaire italien et espagnol] de Lorenzo Franciosini (1620).